# Kicki Moberg (musikalbum)
"Kicki Moberg" var det första och hittills enda soloalbumet av Kicki Moberg. Detta självbetitlade album släpptes 1981.

## Låtlista

### Sida 1
1. "Leva utan dig" ("Io senza te") - 2:58
2. "Välkommen, farväl" ("Velkommen farvel") - 4:12
3. "Dårskapens barn" - ("Just Another Fool") 4:09
4. "På flykt" - ("På flukt") 3:39
5. "När jag behövde dig bäst" ("När jag behövde dig bäst") - 4:26

### Sida 2
1. "Men natten är vår" - 4:02
2. "Ge mig lite mer" - 3:33
3. "Cavatina" - 3:30
4. "Gloria" - 4:22
5. "Sommarens flicka" - 3:45
6. "Här är mitt liv" - ("I'm Still Alive") 3:43

### Fotnoter
1. ↑  ”Leva utan dig”. Svensk mediedatabas. 26 februari 1981. https://smdb.kb.se/catalog/id/001887847. Läst 6 mars 2020.